# Symfonie nr. 2 (Brian)
Havergal Brian voltooide zijn Symfonie nr. 2 in e mineur in april 1931.
Het is in wezen zijn derde symfonie, maar bij een hernummering in 1967 was één daarvan zoekgeraakt en dit werk kreeg dus de toevoeging nummer 2. Brian werkte er aan van juni 1930 tot april 1932. Vervolgens kwam het werk op de plank te liggen. In 1972 werden plannen gemaakt het werk toch te gaan uitvoeren en Brian voorzag het bij het nalopen van de naam Elfreda Brian (de dan net overleden dochter van de componist) als degene aan wie het opgedragen is. De eerste uitvoering vond plaats door het Kensington Symphony Orchestra onder leiding van Leslie Head op 19 mei 1973; het werd gezien als geen professionele uitvoering. De combinatie zorgde voor drie uitvoeringen, waarbij die van 24 mei 1973 te beluisteren was op BBC Radio 3. De eerste professionele uitvoering vond plaats in de Maida Vale geluidsstudio op 9 maart 1979 en was op datzelfde radiostation te beluisteren. Het orkest van dienst van het gerenommeerde symfonieorkest BBC Symphony Orchestra onder leiding van de eveneens gerenommeerde dirigent Charles Mackerras. Daarna belandde het eigenlijk weer op de plank. In 1996 kreeg de Havergal Brian Society het voor elkaar dat in Moskou het plaatselijk symfonieorkest een opname maakte onder leiding van Tony Rowe voor het platenlabel Naxos. De opnamen vonden plaats in de Mosfilm geluidsstudio.
Het werk kent een vierdelige opzet:
- Adagio solenne – allegro assai – attaca
- Andante sostenuto
- Allegro assai – attaca
- Lento maestoso e mesto

Brian lichtte toe dat het werk losjes is geïnspireerd op Götz von Berlichingen (en dan met name op Götz zelf) van Goethe. 

## Orkestratie
De componist heeft het na afronding zijn "kleine symfonie" genoemd, een verwijzing naar de kleine orkestratie ten opzichte van zijn Symfonie nr. 1. Toch wordt voor de uitvoering een groot symfonieorkest verlangd (met name in de hoornsectie):
- 4 dwarsfluiten (III, IV ook piccolo), 4 hobo’s (III en IV ook althobo), 4 klarinetten (III en IV ook basklarinet), 4 fagotten (IV ook contrafagot)
- 6-8 hoorns (in deel 3 zestien!), 4 trompetten, 4 trombones, 2 tuba’s
- 3 set pauken, bekkens, grote trom, 3 kleine trom, tamtam, buisklok, glockenspiel, xylofoon, 2 harpen, celesta, 2 piano’s, orgel (piano’s en orgel alleen in delen 3 en 4)
- violen, altviolen, celli, contrabassen

Symfonie nr. 1 "Gotische"  · 2 · 3 · 4 · 5 · 6 · 7 · 8 · 9 · 10 · 11 · 12 · 13 · 14 · 15 · 16 · 17 · 18 · 19 · 20 · 21 · 22 · 23 · 24 · 25 · 26 · 27 · 28 · 29 · 30 · 31 · 32